# Rynek w Bytomiu
Rynek w Bytomiu – rynek z czasów średniowiecza znajdujący się w śródmieściu Bytomia.

## Historia
Rynek powstał w średniowieczu, ale dzisiaj nie przypomina formą swojego pierwowzoru. Pierwotnie rynek miał kształt kwadratu, obecnie wyraźnie przypomina prostokąt. Jest jednym z nielicznych obiektów w mieście, które przetrwały m.in. najazdy Mongołów, czy liczne miejskie pożary i nie zostały zniszczone, a jedynie przebudowane. W 1873 na rynek trafił tzw. bytomski lew – rzeźba upamiętniająca ofiary w wojnie francusko-pruskiej z powiatu bytomskiego. Według legendy, gdy miastu będzie zagrażać niebezpieczeństwo lew przebudzi się. Podczas szybkiego rozwoju miasta w II połowie XIX wieku przez rynek przebiegała linia tramwajowa. Zmiany w wyglądzie rynku nastąpiły po II wojnie światowej, kiedy to wchodząca do niemieckiego wówczas miasta Armia Czerwona wysadziła w powietrze kwartał kamienic wraz z bytomskim ratuszem. W ten sposób rynek powiększył się dwukrotnie i w tej formie stoi po dzisiejszy dzień. Na początku XXI wieku miasto zrewitalizowało rynek wymieniając jego powierzchnię, oraz montując fontannę we wschodniej jego części. W 2008 r. na rynku ponownie stanęła rzeźba śpiącego lwa, która została skradziona w 1945 r. przez żołnierzy Armii Czerwonej. W 2009 roku bytomski rynek został jednym z siedmiu cudów architektury województwa śląskiego.

## Architektura
W średniowieczu przy rynku stało zaledwie kilka domów. Pozostałością jednym z nich są zabytkowe piwnice Domu Gorywodów. Na przestrzeni wieków zaczęto stawiać coraz to nowsze i większe budowle. W czasach nowożytnych przy rynku mieszkali już tylko zamożni mieszczanie. Z powodu kilku pożarów w mieście, nieraz odbudowywano zabudowania centrum Bytomia. Szybki rozwój Górnego Śląska w XIX wieku spowodował, że zaczęto wyburzać starsze typy kamienic, zastępując je nowymi, wzorowanymi na secesji, modernizmie, neorenesansie, czy ekspresjonizmie. Po II wojnie światowej wiele budowli zostało zniszczonych w wyniku ostrzelania miasta przez wojska Armii Czerwonej. W ich miejsce powstały nowe, już nie tak skomplikowane architektonicznie budowle. Kamienice, które nie zostały doszczętnie zniszczone, zostały odbudowane.

### Zabudowa historyczna
- dwukondygnacyjna kamienica z XVIII–XIX wieku, rozebrana w 1945 roku pod numerem 2[3]
- w latach 1879–1945 w pierzei zachodniej znajdował się ratusz autorstwa Paula Jackischa pod numerem 1[4]
- zachodnia pierzeja (niezachowana)

### Płyta Rynku

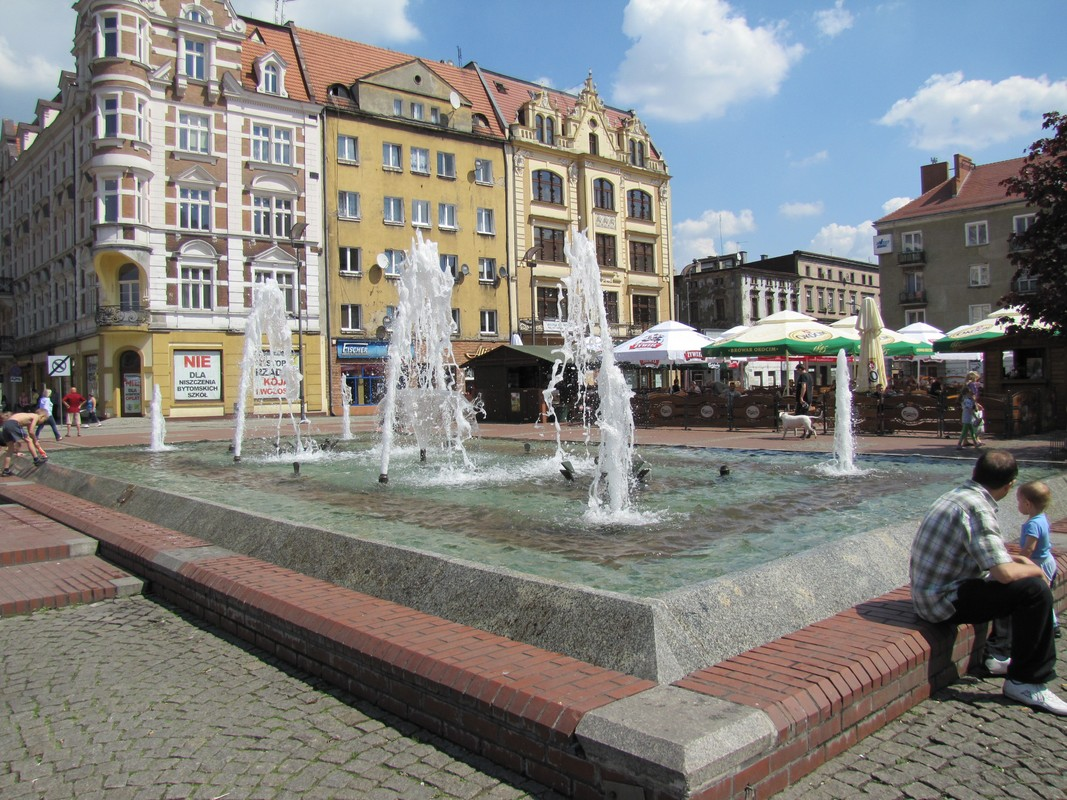
Fontanna na rynku (2012)

- Lew śpiący, pozostałość pomnika poległych w wojnie prusko-francuskiej[5] (zabytek nr rej. B/255/13 z 2013)
- fontanna z 1999 roku[5]
- pozostałości średniowiecznej studni[6]
- pod płytą: zasypane pozostałości średniowiecznych piwnic w zachodniej części Rynku[6]

### Pierzeja północna

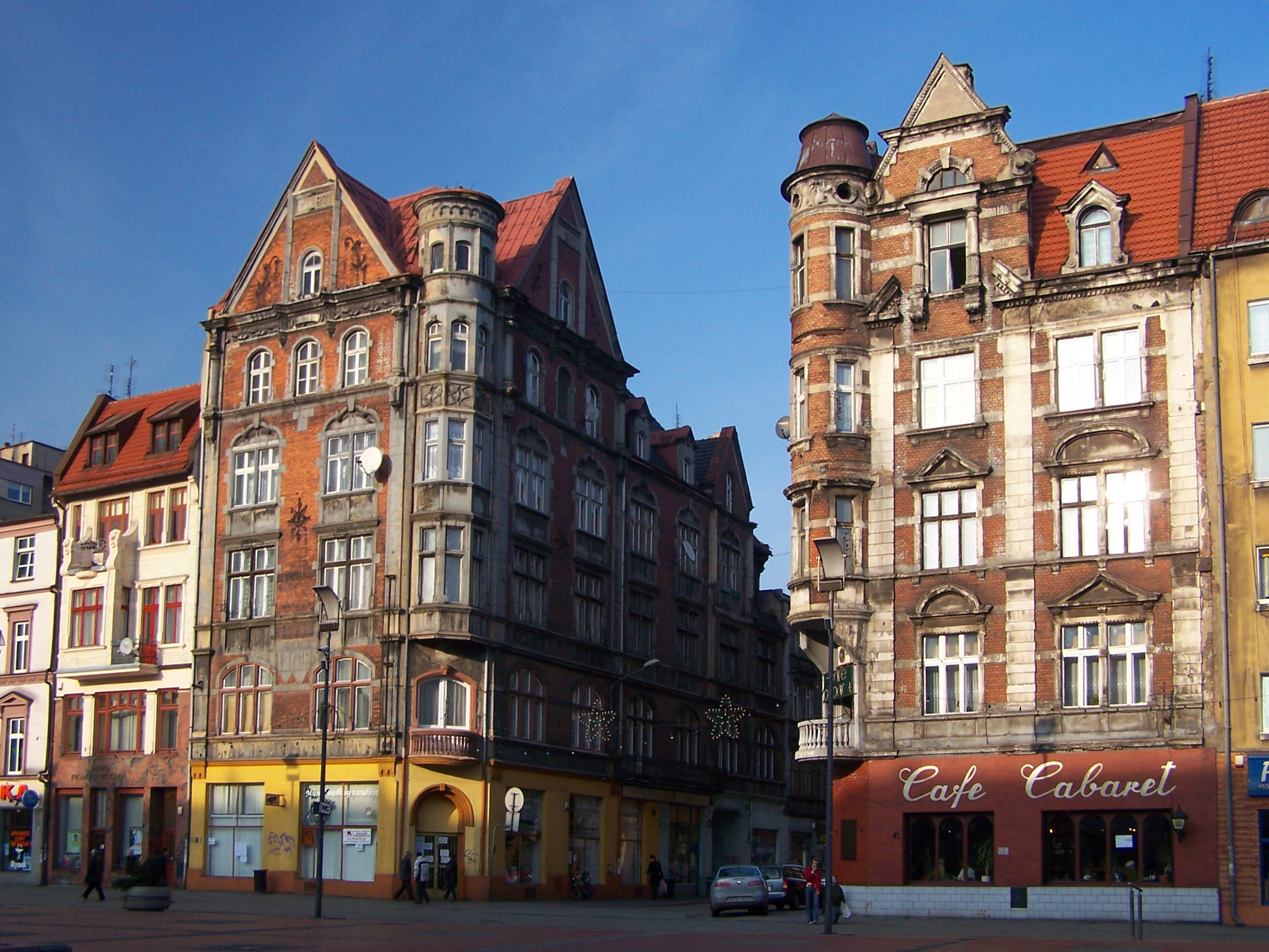
Narożne kamienice przy ul. Podgórnej (2006)

- kościół Wniebowzięcia Najświętszej Maryi Panny z 2. połowy XIII wieku, wielokrotnie przebudowywany (ul. ks. Karola Koziołka 3, zabytek, nr rej. A/261/09 z 21 grudnia 1970) wraz z ogrodzeniem i bramami (zabytek nr. rej. A/503/2018 z 26 czerwca 2018)[7]
- pawilon, pod nim piwnice Domu Gorywodów z XIV wieku (ul. Strażacka 8, zabytek, nr rej.  1149/70 z 7 grudnia 1970)[7]
- blok mieszkalny (nr 5)[5]
- secesyjna kamienica z początku XX wieku, siedziba Biura Promocji Bytomia (nr 7)[5]
- kamienica narożna (ul. Podgórna 18; nr rej. A/1578/25 z 3 czerwca 2025[8])
- kamienica narożna (ul. Podgórna 7/9)
- kamienica (nr 11)
- kamienica z 1896 roku, projektu Alberta Bohma[5] (nr 12, zabytek, nr rej. A/1429/91 z 10 lipca 1991; obecnie nr rej. A/1016/22[9])[10]

### Pierzeja zachodnia
- kamienica (ul. Rycerska 2)
- kamienica (nr 14)
- secesyjna kamienica z początku XX wieku (Krakowska 1)[5]

### Pierzeja południowa
- modernistyczny wieżowiec Kina Gloria z 1931 roku[5] (ul. Karola Szymanowskiego 2)
- kamienica (nr 19)
- kamienica z oficynami z 1903 roku (nr 20, zabytek, nr rej. A/125/04 z 24 października 2004)[10]
- kamienica z oficyną z 1909 roku (nr 21, zabytek, nr. rej. A/126/04 z 24 października 2004)[10]
- kamienica projektu Alvina Wedemanna (nr 22)[5]
- kamienica projektu Alvina Wedemanna (nr 23)[5]
- kamienica (nr 24)
- blok mieszkalny z 1950 roku (nr 25)[11]
- narożna kamienica czterokondygnacyjna z 1910 roku, projektu braci Richarda i Paula Ehrlichów[12][5] (nr 26 / ul. Krawiecka 1, zabytek, nr rej. A/127/04 z 24 października 2004)[13], siedziba Centrum Sztuki Współczesnej Kronika
- kamienica (ul. Gliwicka 13)
- kamienica (ul. Gliwicka 15)

### Pierzeja wschodnia
- kamienica (ul. Gliwicka 8)
- kamienica (ul. Piastów Bytomskich 13)
- kamienica (ul. Józefa Jainty 9)

## Galeria

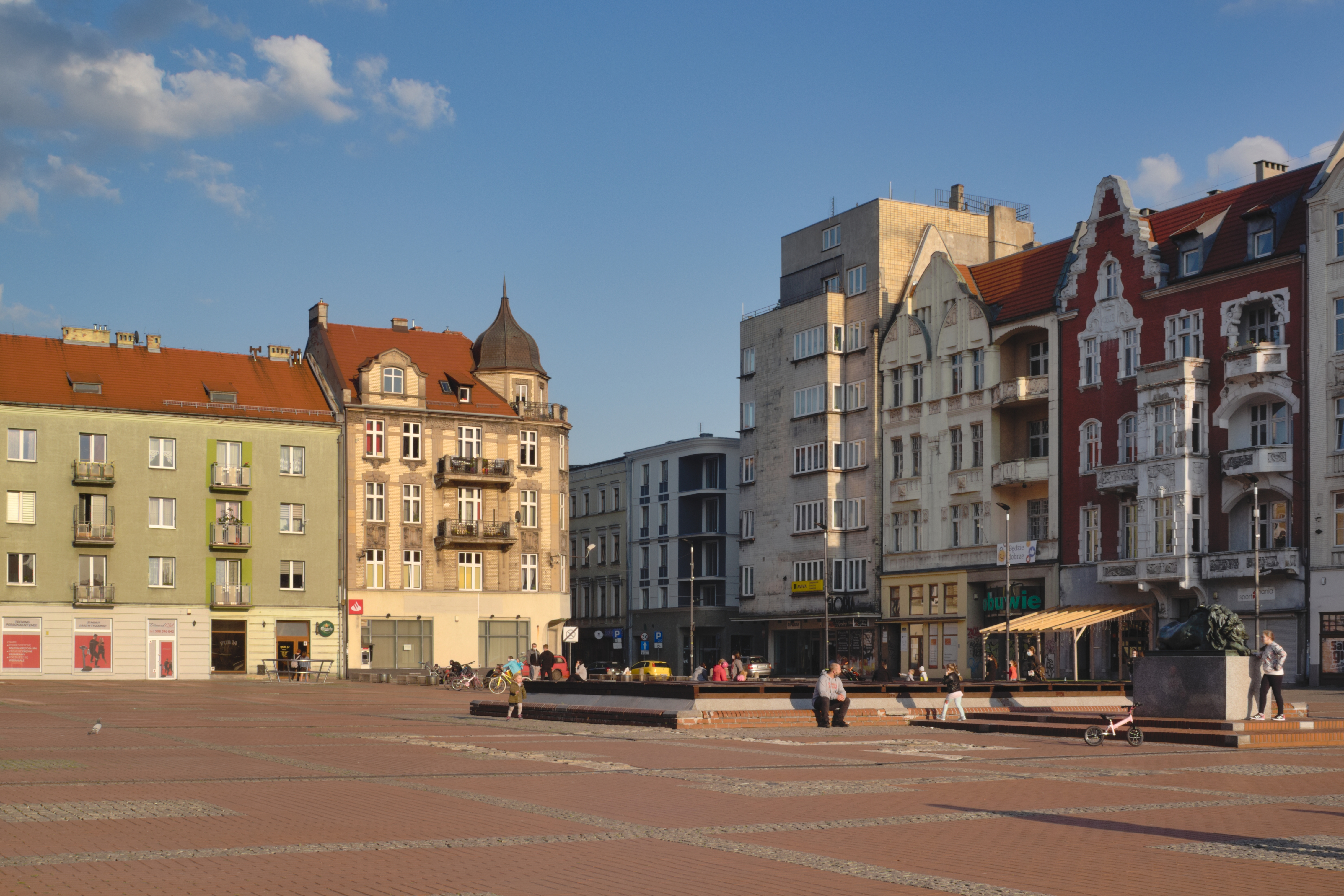
Fragment pierzei wschodniej i południowej (2020)
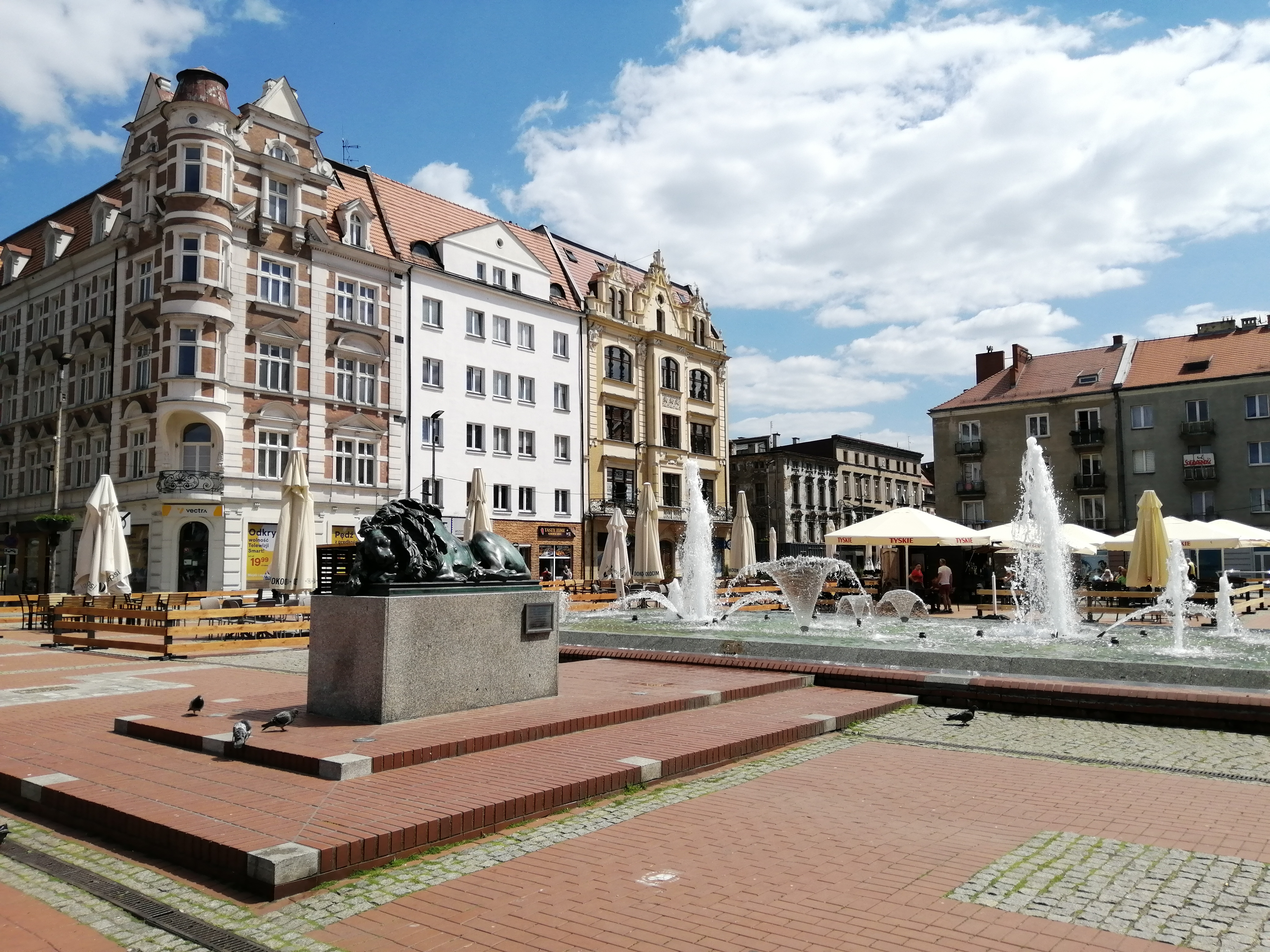
Fragment pierzei wschodniej i południowej, fontanna i figura śpiącego lwa (2021)
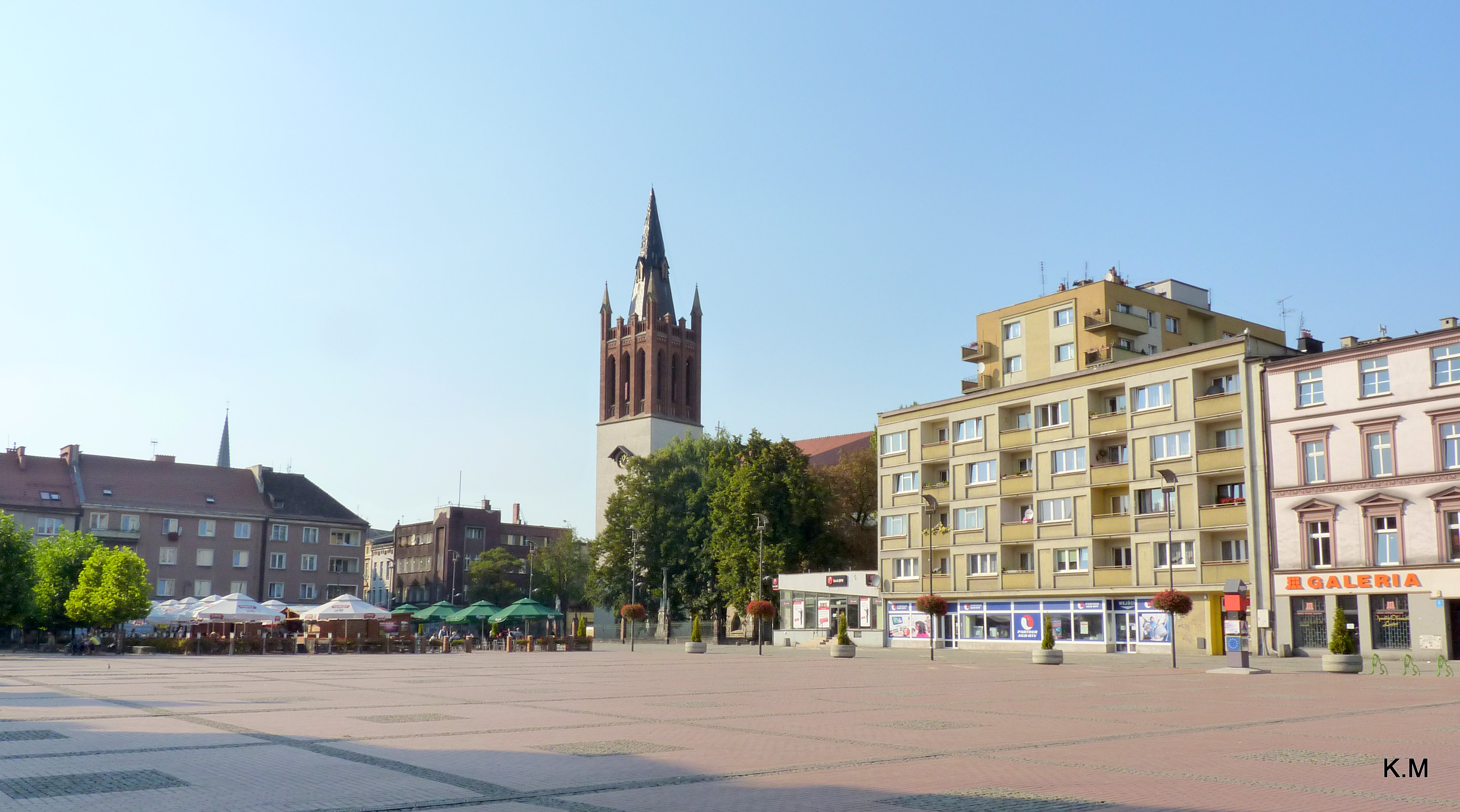
Fragment pierzei zachodniej i północnej (2011)
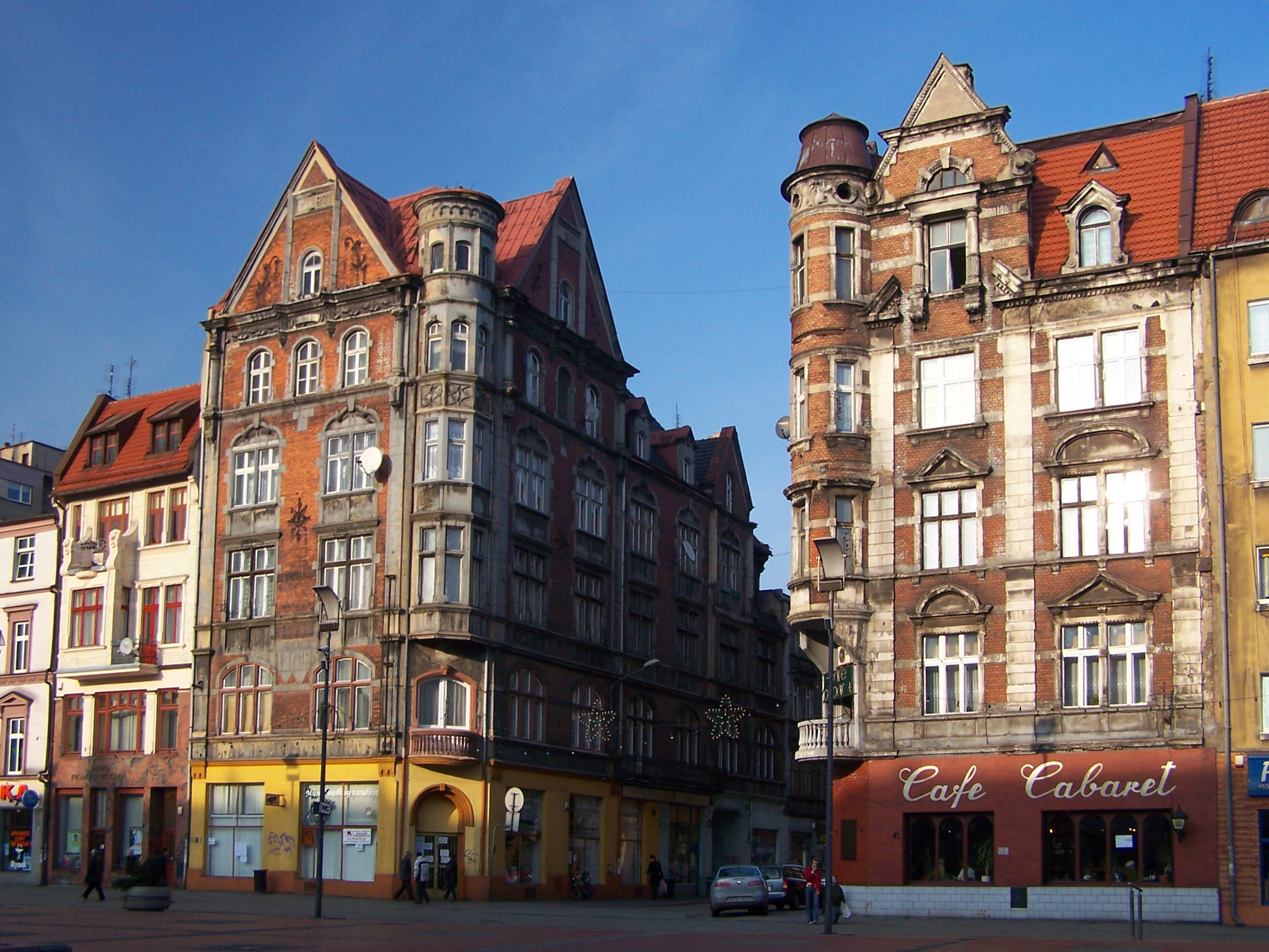
Kamienice przy ul. Podgórnej (2006)
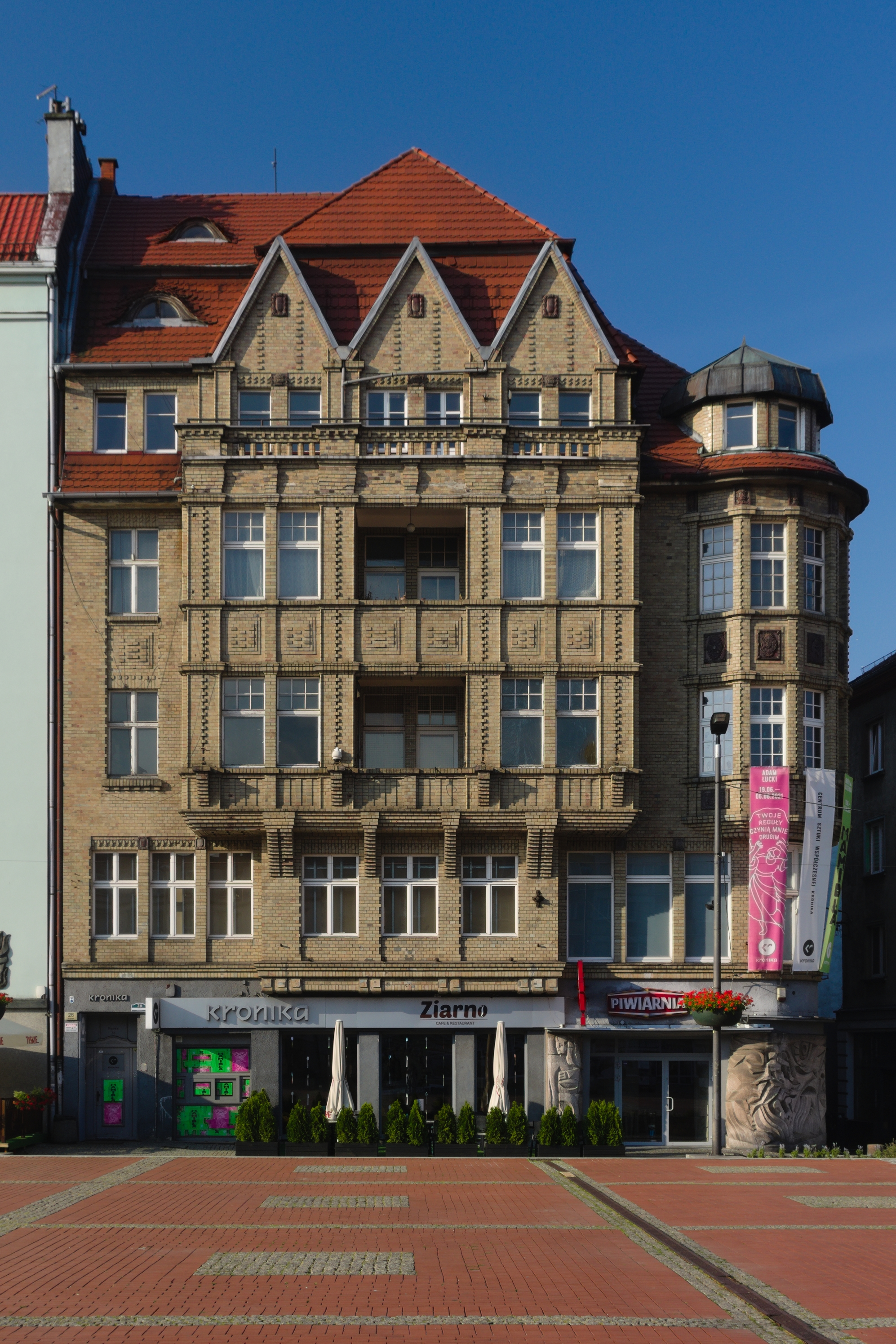
Kamienica pod numerem 26 (2021)
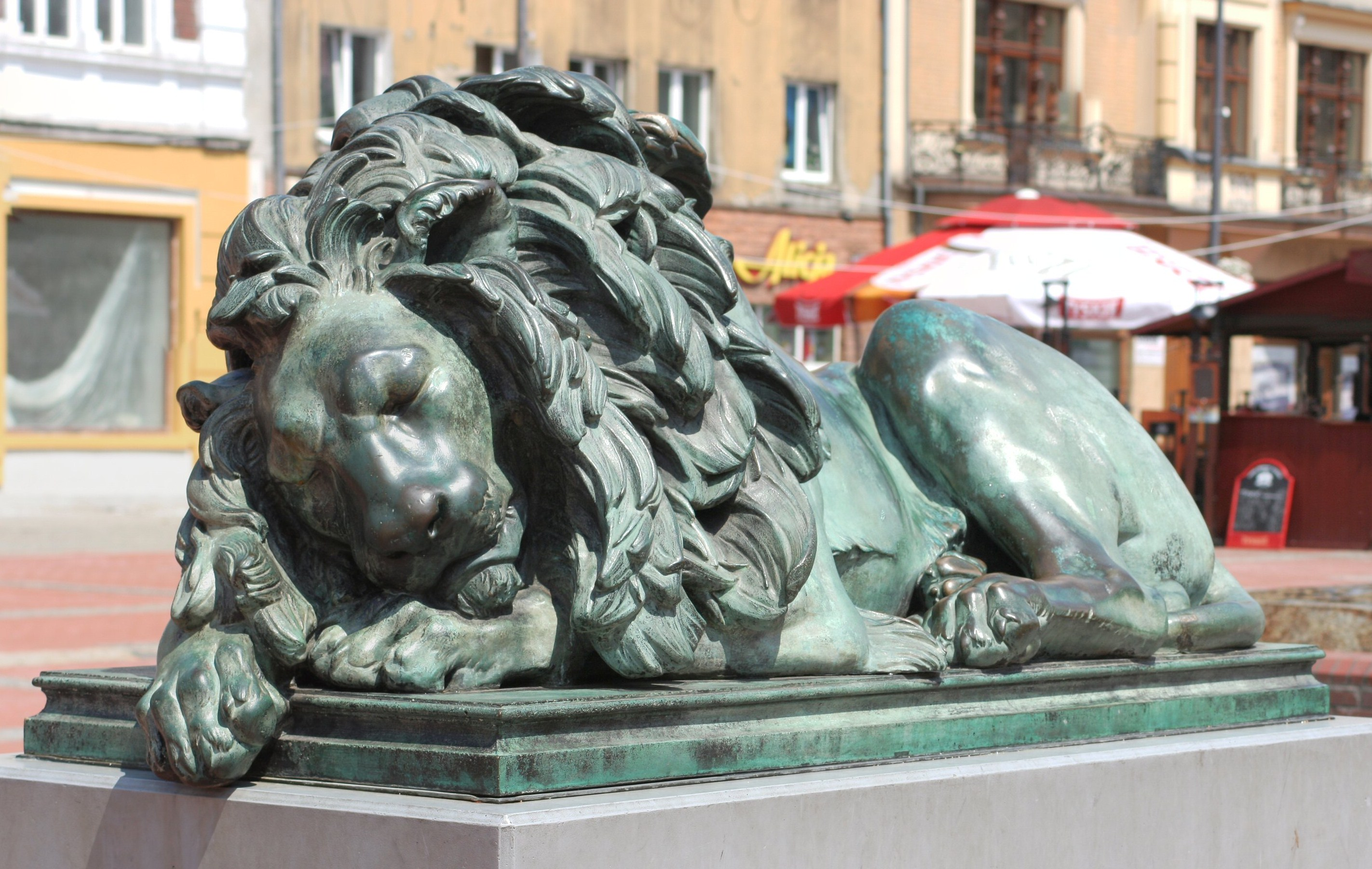
Lew Śpiący (2009)
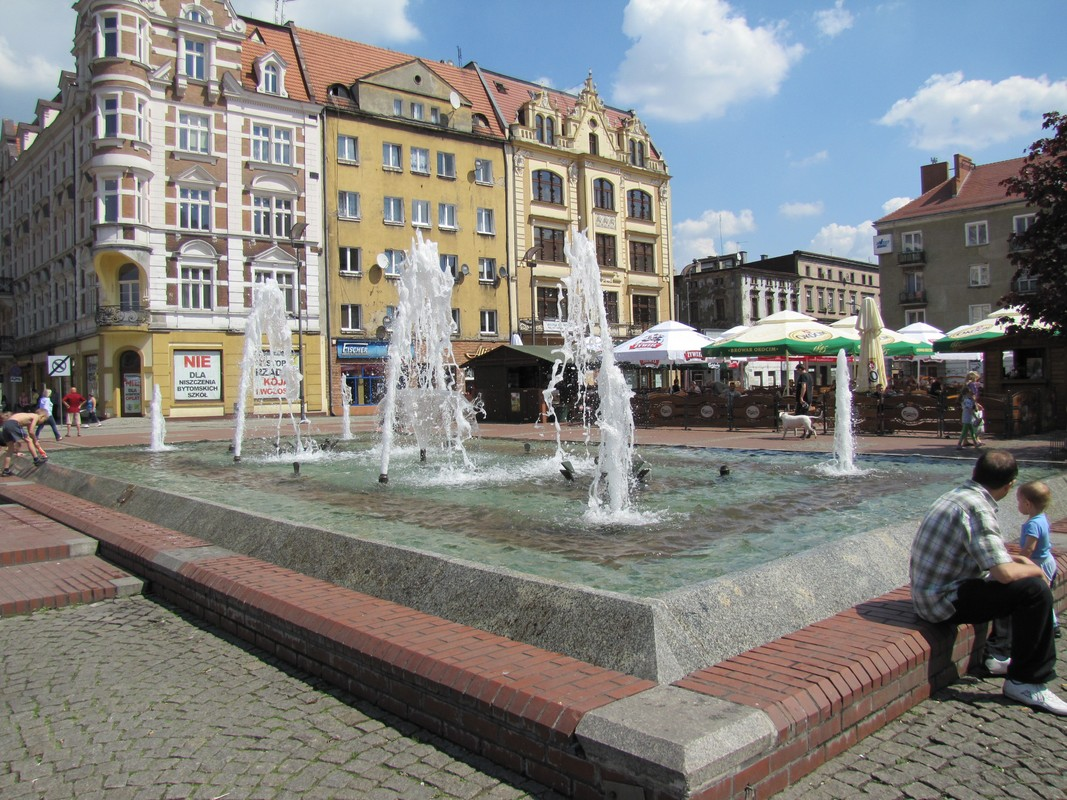
Fontanna (2012)
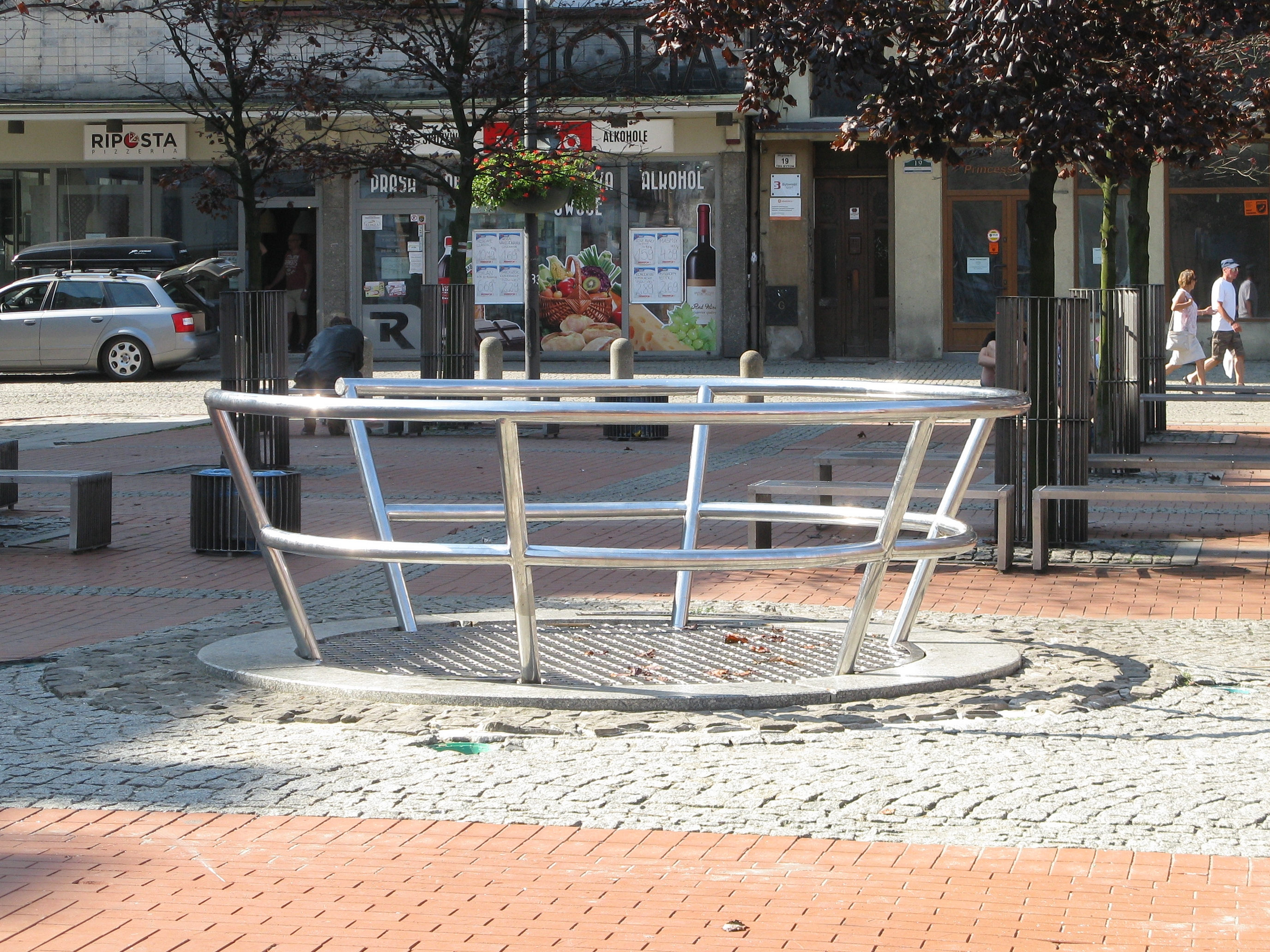
Średniowieczna studnia (2018)
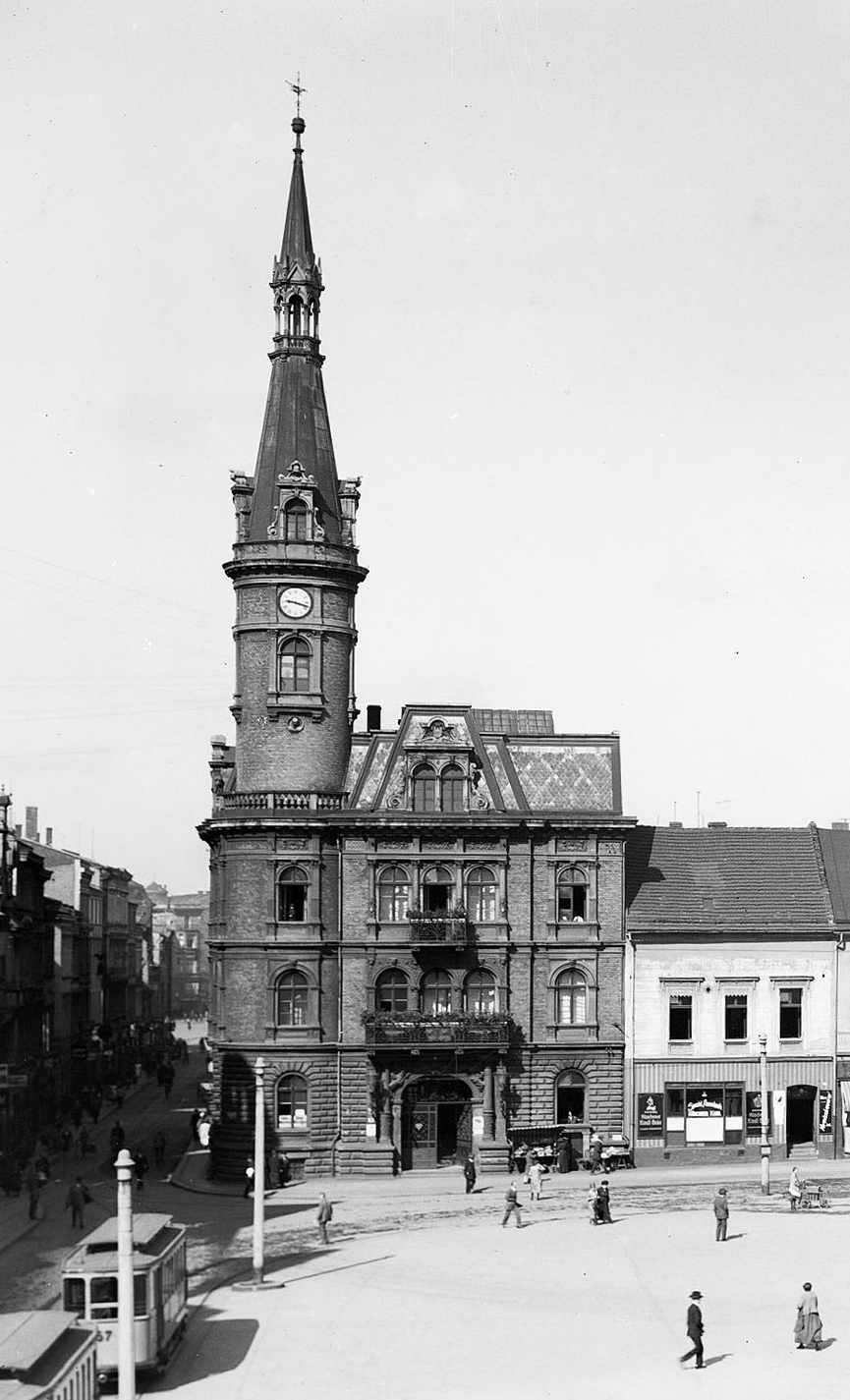
Ratusz
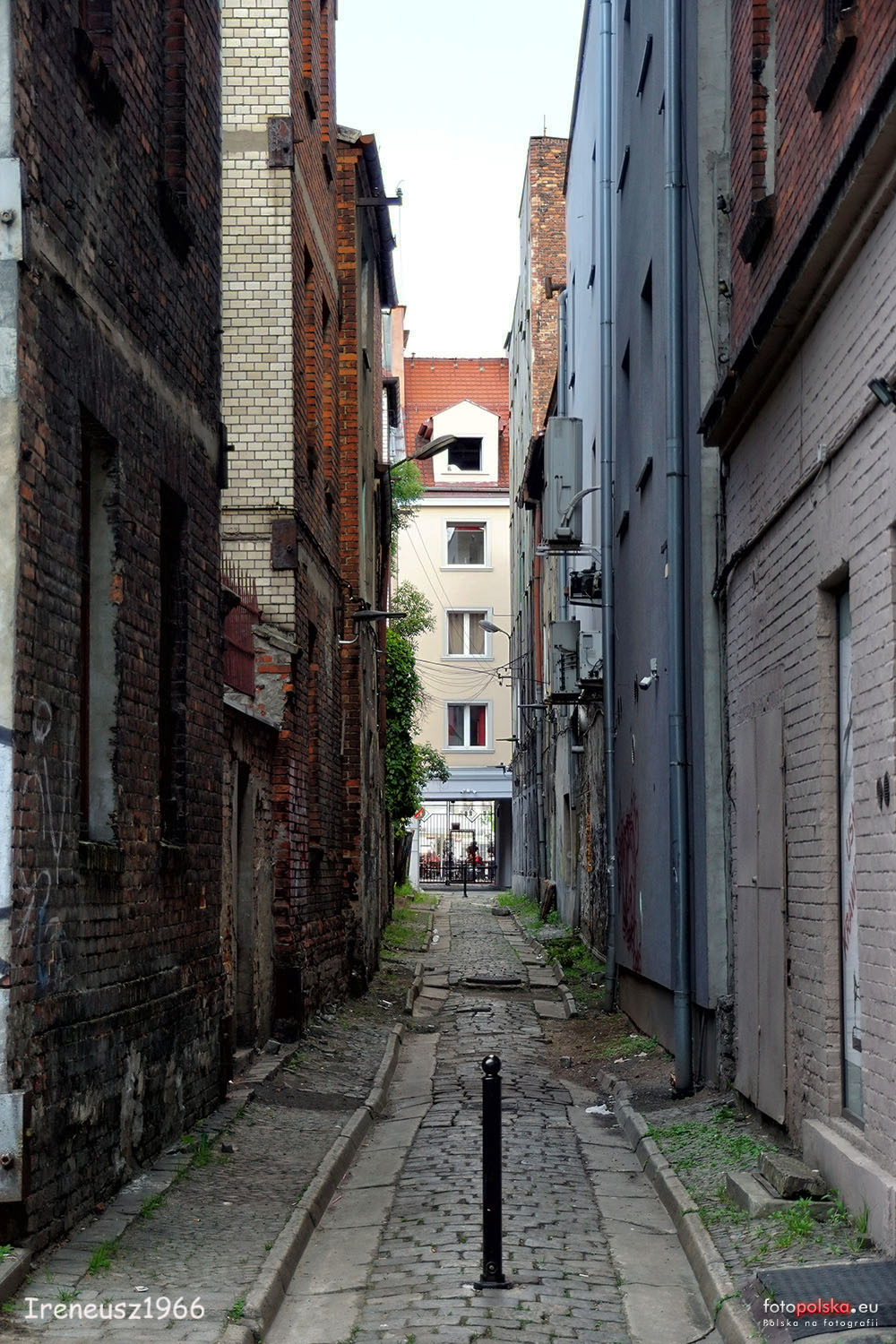
Ul. Zaułek łącząca Rynek z ul. Dzieci Lwowskich